# Scamblesby
Scamblesby är en ort och civil parish i Storbritannien.   Den ligger i grevskapet Lincolnshire och riksdelen England, i den sydöstra delen av landet, 200 km norr om huvudstaden London. Scamblesby ligger 70 meter över havet och antalet invånare är 252.
Terrängen runt Scamblesby är platt. Runt Scamblesby är det ganska tätbefolkat, med 75 invånare per kvadratkilometer. Närmaste större samhälle är Burwell, 8,0 km öster om Scamblesby. Trakten runt Scamblesby består till största delen av jordbruksmark.